# Římskokatolická farnost Zdíkovec
Římskokatolická farnost Zdíkovec je územním společenstvím římských katolíků v rámci prachatického vikariátu českobudějovické diecéze.

## O farnosti
Plebánie ve Zdíkovci byla zřízena v roce 1370. Od roku 1648 se jednalo o filiálku farnosti Vacov. Roku 1782 ustavena lokálie, povýšená o šest let později na samostatnou farnost. Od druhé poloviny 20. století je farnost administrována ex currendo z Vimperka.
| Kostel                   | Místo    | Bohoslužba | Bohoslužba | Poznámka        |
| ------------------------ | -------- | ---------- | ---------- | --------------- |
| Kostel sv. Ludmily       | Zdíkov   | čtvrtek    | 17.30      | filiální kostel |
| Kostel sv. Petra a Pavla | Zdíkovec | neděle     | 10.00      | farní kostel    |